# 债券凸性
债券凸性（英語：bond convexity）在金融学中是指债券价格与利率间非线性关系的一种量度，表示为债券价格对利率的二阶导数，即价格－利率曲线的弯曲程度。与其相关的一个概念为债券久期，表示为价格对利率的一阶导数，即价格－利率曲线的斜率。
对久期相同的两个债券，当利率下降时，凸性大的债券价格上涨幅度更大。而当利率上升时，凸性大的债券价格下降的幅度更小。故相同条件下，债券的凸性越大越好。
假设债券价格为B、利率为r，债券凸性C的定义为：
{\displaystyle C={\frac {1}{B}}{\frac {d^{2}\left(B(r)\right)}{dr^{2}}}.}
此外，凸性还可以表示为修正久期D的函数。由于D满足
{\displaystyle {\frac {d}{dr}}B(r)=-DB,}
代入凸性定义后得到
{\displaystyle CB={\frac {d(-DB)}{dr}}=(-D)(-DB)+\left(-{\frac {dD}{dr}}\right)(B).}
化简上式，可以得到凸性与修正久期之间的关系
{\displaystyle C=D^{2}-{\frac {dD}{dr}}.}